# Йорк, Дуайт
Дуа́йт Э́версли Йорк (англ. Dwight Eversley Yorke; родился 3 ноября 1971 года в Канаане, Тринидад и Тобаго) — тринидадо-тобагианский футболист, нападающий.
Наиболее известен по выступлениям за английские клубы «Астон Вилла», «Манчестер Юнайтед», «Блэкберн Роверс» и «Сандерленд». Выступал за национальную сборную Тринидада и Тобаго.
В его честь назван стадион «Дуайт Йорк Стэдиум», построенный на Тобаго в 2001 году.

## Детство и юность
Йорк родился в небольшом населённом пункте Канаан в малообеспеченной семье. Всего в семье было девять детей. С детства мечтой Дуайта была карьера профессионального футболиста, поэтому мальчик целые дни проводил на пляже, собирая крабов и надеясь на средства, вырученные от их продажи, купить себе футбольные бутсы. Йорк начал обучение в школе Бон-Аккорд и к одиннадцати годам уже играл в школьной футбольной команде. Позже он перешёл в общеобразовательную школу Сигнл-Хилл, где в 17 лет начал играть за одноимённый молодёжный клуб.

## Клубная карьера

### «Астон Вилла»
Йорк как футболист впервые был замечен Грэмом Тейлором, в то время тренером «Астон Виллы», во время тура команды по Вест-Индии в 1989 году. Он вышел на поле в составе команды «Сигнл-Хилл», которая сыграла тренировочный матч против «Астон Виллы». Тейлор был впечатлён и предложил Йорку приехать на просмотр в Англию. По итогам просмотра Дуайт подписал контракт на постоянной основе и дебютировал в составе «Астон Виллы» в матче против «Кристал Пэлас» 24 марта 1990 года. «Пэлас» выиграли со счётом 1:0. За время выступлений за «Астон Виллу», с 1989 по 1998 год, Йорк играл сначала на позиции правого нападающего до 1995/96 сезона, а затем переместился в центр атаки и быстро зарекомендовал себя как одного из лучших форвардов в английской Премьер-лиге.
В сезоне 1992/93 Йорк 27 февраля принёс «Вилле» победу с минимальным счётом в матче против «Уимблдона». 20 марта сделал дубль в матче с «Шеффилд Уэнсдей», эти два гола были единственными в матче. В следующем сезоне одним из самых значимых матчей для Йорка стала игра против «Ливерпуля», где он сделал дубль, принеся «Вилле» победу со счётом 2:1. 10 декабря 1995 года в матче против «Ноттингем Форест» Йорк получил первую жёлтую карточку за время игры в «Астон Вилле», матч закончился ничьей 1:1, и именно Йорк стал автором забитого в ворота «Ноттингема» гола. Во второй половине сезона он отметился результативностью в феврале, забив пять голов в четырёх матчах, в том числе дубли в ворота «Лидс Юнайтед» и «Болтон Уондерерс».
Йорк вместе с командой достиг финала Кубка лиги в 1996 году. «Вилла» выиграла со счётом 3:0 у «Лидс Юнайтед», Йорк вышел на поле, однако забить ему не удалось. 30 сентября 1996 года он сделал хет-трик в матче против «Ньюкасл Юнайтед», но этого не хватило для победы, последний выиграл со счётом 4:3. После первого тайма «Ньюкасл» вёл со счётом 3:1 «Астон Вилла» же осталась вдесятером, так как был удалён Марк Дрэйпер. Йорк показал характер и волю к победе, он помог своей команде сократить разрыв, забив два гола во втором тайме и оформив хет-трик, однако «Астон Вилла» пропустила в четвёртый раз. Йорк забил четвёртый гол, но его не засчитали из-за офсайда. В этом матче он привлёк к себе интерес скаутов «Манчестер Юнайтед», и в августе 1998 года были начаты переговоры. Йорк сыграл за «Астон Виллу» 287 матчей, забив 98 раз.

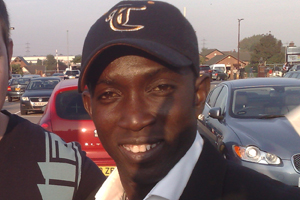
Йорк после матча с «Сандерлендом»

Обстоятельства его ухода из «Астон Виллы» были спорными. Джон Грегори, тренер команды в то время, дал понять, что готов продать Йорка в «Манчестер Юнайтед» только в обмен на Энди Коула, нападающего «красных». Затем Йорк подошёл к Грегори, чтобы заявить о своём желании покинуть клуб. В ответ Грегори сказал, что он застрелил бы Йорка, если бы у него в кабинете был пистолет. Йорк сыграл в матче за «Виллу» против «Эвертона» в начале сезона, в августе 1998 года, однако за всё время, проведённое на поле, он не предпринял никаких усилий, чтобы помочь команде, так как был недоволен, что ему не разрешили покинуть клуб. У «Астон Виллы» не оставалось выбора, кроме как продать игрока, и Йорк перешёл в «Манчестер Юнайтед» за $12,6 млн в августе 1998 года. Несмотря на то, что Йорк провёл в «Астон Вилле» 9 лет, его не любили некоторые болельщики команды за неподобающее поведение в то время, когда он собирался покинуть клуб, а также за то, что он позже присоединился к «Бирмингем Сити».

### «Манчестер Юнайтед»
В своём первом сезоне в клубе Йорк сразу стал игроком основного состава. Он дебютировал в матче против «Вест Хэм Юнайтед», а счёт забитым голам в новой команде открыл дублем в ворота «Чарльтон Атлетик» на «Олд Траффорд», матч закончился со счётом 4:1, это была вторая игра Йорка в составе «Юнайтед». В то время «Красные» выигрывали как на домашней, так и на международной арене: первое место в Премьер-лиге, Кубок Англии и Лига чемпионов УЕФА. Также Йорк сформировал партнёрские отношения с другим форвардом, Энди Коулом, этот тандем стал одним из самых результативных в Европе, что проявилось в матче группового этапа Лиги чемпионов с «Барселоной» на «Камп Ноу», матч завершился вничью 3:3. Бывший тренер «Юнайтед», Рон Аткинсон, назвал такое взаимодействие «сексуальным футболом».
В 1998/99 сезоне Йорк сыграл важную роль для достижения командой успехов. Он сделал хет-трик в выездном матче с «Лестер Сити»; дубль в четвертьфинале кубка Англии против «Челси»; сравнял счёт в финале кубка против «Ливерпуля». Тот финал закончился победой «Юнайтед» со счётом 2:1. Также сделал дубль в матче против «Интера» в четвертьфинале Лиги чемпионов и забил уравнивающий гол на выезде в полуфинале в ворота «Ювентуса». Кроме этого, Йорк отдал 24 голевых передачи: по этому показателю в этом сезоне он сравнялся с Дэвидом Бекхэмом. Йорк стал лучшим бомбардиром чемпионата Англии, однако игроком года Англии стал представитель «Тоттенхем Хотспур», Давид Жинола.
На Клубном чемпионате мира 6 января 2000 года Йорк за десять минут до свистка забил уравнивающий гол в ворота мексиканского клуба «Некакса», этот мяч был первым голом «Красных» на турнире. После проигрыша со счётом 1:3 «Васко да Гама», «Юнайтед» не спасла от вылета даже победа в третьем матче над «Саут Мельбурн» со счётом 2:0. «Красные» заняли третье место в группе, уступив «Некаксе» по разнице мячей.
В следующем сезоне «Юнайтед» защитил чемпионство, но не смог повторить предыдущий успех на европейской арене. Йорк забил 23 гола во всех соревнованиях, в том числе и хет-трик в ворота «Дерби Каунти».
Несмотря на менее успешный третий сезон лично для Йорка (тренер всё чаще стал отдавать предпочтение Тедди Шерингему), он за 22 минуты сделал хет-трик в матче с «Арсеналом» на «Олд Траффорд», который закончился победой «Юнайтед» со счётом 6:1. В итоге «Красные» выиграли третий титул подряд, а Йорк забил 12 голов. После покупки Рууда Ван Нистелроя в летнее трансферное окно Йорк в сезоне 2001/02 выходил на поле нечасто (12 матчей и один гол). Ситуацию усугубила ссора с тренером, сэром Алексом Фергюсоном из-за скандальной связи Йорка с британской моделью Кэти Прайс. После провала переговоров с «Мидлсбро» в январе. Йорк был продан в «Блэкберн Роверс» за 2 млн фунтов стерлингов. В общей сложности он забил 64 гола за «Манчестер Юнайтед» в 188 матчах. Фанаты «Юнайтед» продолжительное время относились к Йорку с уважением.

#### Тандем с Энди Коулом
Союз Дуайта Йорка и его партнёра по команде Энди Коула хорошо зарекомендовал себя в Европе в конце 90-х. Энди Коул и Дуайт Йорк продемонстрировали образцовое партнёрство «Манчестер Юнайтед». Дружеские отношения и хорошее взаимопонимание на поле между Йорком и Коулом стали неожиданностью для критиков методов работы Алекса Фергюсона. Они утверждали, что стили игры обоих футболистов были практически идентичными. Но с течением времени Йорк и Коул опровергли это мнение. Кроме голевого чутья и навыков забивать с любой позиции, Дуайт Йорк владел точными передачами и умел подержать мяч в ожидании партнёров. Пиком карьеры для этой пары стал сезон 1998/99. Коул и его партнёр по нападению Йорк были в расцвете сил. Их партнёрство считается образцом сыгранности и органичного взаимодействия. Пара «9-19» (номера игроков) стала одним из главных преимуществ «Юнайтед» в том победном сезоне. Особенно результативно они сыграли в решающем полуфинале с «Ювентусом». В финале с «Баварией» были другие ключевые игроки, но результат: Лига чемпионов, Премьер-лига и кубок Англии — превзошёл все ожидания. Коул и Йорк провели 36 игр вместе и проиграли только одну. За этот период пара забила на двоих 53 гола и показала зрелищный футбол на всём протяжении своего совместного пути.

### «Блэкберн Роверс»
Йорк провёл два года в «Блэкберне», где воссоединился со своим партнёром по «Манчестеру», Энди Коулом. 17 августа 2002 года дебютировал в составе нового клуба в матче с «Сандерлендом», игра окончилась безголевой ничьей. 24 августа забил свой первый гол за «Блэкберн» в матче против «Бирмингем Сити», этот мяч оказался победным (1:0). 4 декабря 2002 года сделал дубль в Кубке лиги в матче с новичком Чемпионшипа, «Ротерем Юнайтед». Игра закончилась со счётом 4:0 в пользу «Блэкберна». 1 января 2003 года забил победный гол в ворота «Мидлсбро». Через три дня уже в кубке Англии сделал дубль в игре со своим бывшим клубом, «Астон Виллой», матч закончился со счётом 4:1 в пользу «Роверс». Он забил 13 голов в свой первый год в «Блэкберне», команда финишировала на шестом месте и получила право на участие в Кубке УЕФА. В следующем сезоне 29 октября 2003 года Йорк сделал дубль в матче с «Ливерпулем», однако для победы этого не хватило, мерсисайдцы выиграли со счётом 4:3. В еврокубках команда Йорка встретилась с турецким клубом «Генчлербирлиги», которому по сумме двух матчей проиграла со счётом 4:2, в Кубке УЕФА Йорк не забивал. В том сезоне он выходил на поле нерегулярно, так как поссорился с тренером Грэмом Сунессом. Ходили слухи, что Сунесс обвинил его в умышленно слабой игре, и в течение шести следующих матчей они часто обменивались нелицеприятными репликами. Впоследствии Йорк перешёл в «Бирмингем Сити» в 2004 году на правах свободного агента.

### «Бирмингем Сити»
Йорк начал свою карьеру в «Бирмингеме» 11 сентября 2004 года с матча против «Мидлсбро», его команда проиграла со счётом 2:1, а сам Йорк получил жёлтую карточку. Первый гол в составе новой команды Йорк забил 18 сентября в домашнем матче против «Чарльтон Атлетик», матч закончился ничьей 1:1. Он забил в матче против «Ньюкасла» 3 октября, здесь также была зафиксирована ничья (2:2). В том сезоне Йорк лишь один раз выиграл в составе «Бирмингема»: 21 сентября в матче Кубка лиги против «Линкольн Сити» был зафиксирован счёт 3:1. Йорк провёл большую часть последних игр в клубе на скамейке запасных и позднее был выставлен на трансфер тренером Стивом Брюсом. Следующим клубом Йорка стал «Сидней», команда из австралийской А-лиги.

### «Сидней»

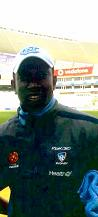
Йорк в «Сиднее»

Перейдя в «Сидней», Йорк показал, что деньги для него не самое основное, в некоторых других лигах ему платили бы гораздо больше, особенно на Ближнем Востоке. Несколько катарских клубов были заинтересованы в подписании футболиста, но Йорк остановил свой выбор на австралийском клубе с зарплатой в $1 млн за сезон. Йорк стал самым дорогим игроком в истории «Сиднея». Он забил свой первый гол за «Сидней» в первом матче сезона ударом головой в падении, соперником была команда «Мельбурн Виктори». Йорк пришёл в «Сидней», будучи самым титулованным игроком лиги, большинство этих титулов он завоевал ещё с «Манчестер Юнайтед». Йорк забил 7 голов в А-лиге, причём три из них с пенальти. Тренер «Сиднея», Пьер Литтбарски, стал использовать Йорка в роли полузащитника и отдал ему капитанскую повязку.
Йорк вместе с «Сиднеем» выиграл Большой Финал лиги, 5 марта, соперниками были «Сентрал Кост Маринерс», на Сиднейский футбольный стадион пришла аудитория более 41000 человек. Йорк отдал голевую передачу на Стива Корику, и был награждён медалью Джо Марстона, как лучший игрок финала, он стал первым и пока единственным игроком не из Австралии, получавшим этот приз. Помимо своих футбольных талантов, физической силы и надёжности, он продемонстрировал свою незаменимость для команды, так как принёс пользу и на локальном, и на международном уровне. Футбольная федерация Австралии использовала популярность Йорка для привлечения внимания общества к отечественному чемпионату.
18 декабря 2005 года на Клубном чемпионате мира в матче за пятое место Йорк открыл счёт в матче с «Аль-Ахли Каир», игра закончилась со счётом 2:1 в пользу «Сиднея». Перед этим клуб Йорка уступил в четвертьфинале с минимальным счётом коста-риканской «Саприссе». Таким образом Йорк стал первым игроком турнира, забивавшим за два разные клуба двух разных конфедераций: «Манчестер Юнайтед» и «Сидней». Позже его достижение повторил Роналдиньо.
Несмотря на то, что Йорк в то время был игроком «Сиднея», в июне 2006 года он тренировался с «Манчестер Юнайтед», стремясь сохранить высокий уровень физической подготовки в преддверии чемпионата мира 2006 года. Причина была в том, что австралийский сезон уже закончился, а предсезонная подготовка ещё не началась.
Йорк вернулся в «Сидней», чтобы принять участие в товарищеском матче против «Эвертона» в 2010 году. Данная игра считалась его «прощальным матчем», так как это был шанс надлежащим образом попрощаться с болельщиками. «Эвертон» выиграл матч со счетом 1:0, а Йорк был заменён в середине второго тайма.

### «Сандерленд»
31 августа 2006 года было объявлено о переходе Йорка в «Сандерленд». Футболист обошёлся англичанам в 200 тысяч фунтов, Йорк воссоединился с бывшим товарищем по «Манчестеру», Роем Кином, на то время уже тренером «Сандерленда». Йорк дебютировал в домашнем матче против «Лестер Сити» и был удостоен аплодисментов болельщиков, когда вышел на замену в первом тайме. Йорк был использован в качестве опорного полузащитника, а не нападающего, как это было ранее. Он забил свой первый гол за «Сандерленд» в матче против «Сток Сити», однако этот гол оказался лишь голом престижа (2:1). Йорк был хорошо принят жителями Сандерленда: ему выпала честь зажечь рождественские огни в 2006 году. Примечательно то, что он носил на футболке номер 19, который у него был и в «Манчестер Юнайтед», и в «Сиднее».
20 января 2007 года Йорк забил в матче против «Шеффилд Уэнсдей». Матч закончился со счётом 4:2 в пользу «Сандерленда». 3 февраля забил в ворота «Ковентри Сити», итоговый счёт — 2:0. 3 марта отметился голом в матче с «Вест Бромвич Альбион», «Сандерленд» победил со счётом 2:1. 21 апреля забил гол престижа в матче против «Колчестер Юнайтед», который выиграл со счётом 3:1. Также отметился голом престижа 24 ноября в матче с «Эвертоном», мерсисайдцы одержали победу со счётом 7:1.
2 января 2008 года «Сандерленд» проигрывал с минимальным счётом «Блэкберну», Йорк получил красную карточку от судьи Роба Стайлза. Дуайт несколько раз заявлял, что хотел бы вернуться в Австралию, предпочтительно в «Сидней». Однако трансфер в «Сидней» в то время казался маловероятным, так как команда была не в состоянии удовлетворить его требования относительно зарплаты. Было сообщено, что Йорк будет играть за «Сентрал Кост Маринерс», команду, которую финансировал человек, приведший его в «Сидней», Питер Тёрнбулл.
11 марта 2008 года было объявлено, что «Маринерс» ведут переговоры с Йорком, с целью подписания двухлетнего контракта. Однако 1 июля 2008 года Йорк подписал новый однолетний контракт, чтобы остаться в «Сандерленде» на 2008/09 сезон. Он показал, что всё ещё может выступать на высоком уровне, став игроком матча против «Арсенала» 4 октября 2008 года, в этой игре была зафиксирована ничья 1:1. После ухода Роя Кина с поста тренера «Сандерленда» в декабре 2008 года Йорк и Нил Бейли были назначены помощниками тренера Рикки Сбаргии. Йорк расторг контракт с клубом в конце сезона 2008/09.

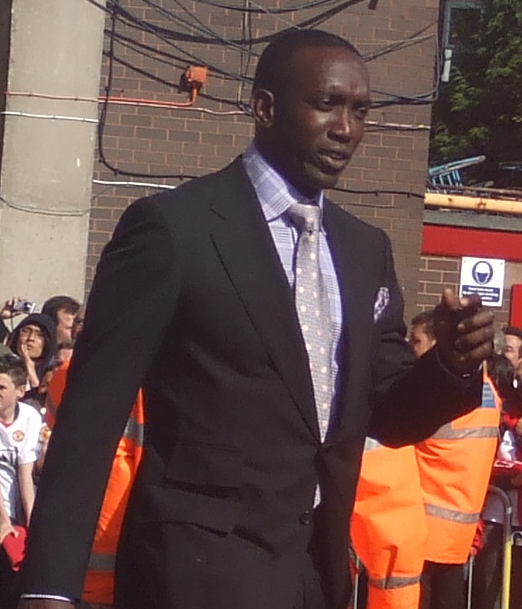
Йорк перед матчем «Арсенала» и «Манчестер Юнайтед» в 2009 году

### После завершения карьеры
После ухода из «Сандерленда» Йорк был не в состоянии найти новый клуб до конца трансферного окна, он ушёл из футбола окончательно в сентябре 2009 года и занял должность ассистента тренера сборной Тринидада и Тобаго.

Йорк получил тренерское образование и заинтересовался карьерой главного тренера. 17 апреля 2011 года он пробежал Лондонский марафон за 3 часа и 32 минуты. 14 августа 2011 года Йорк подписал двухлетний контракт со «Sky Sports» на должность комментатора. В 2011 году Йорк стал помощником главного тренера команды резервов «Манчестер Юнайтед». Своим подопечным Йорк даёт такой совет: 
Вам нужно добиться правильного баланса. Вы должны принимать футбол серьёзно, потому что это ваша работа, и вам платят деньги за победы, но вы должны наслаждаться каждым моментом, так как однажды придёт время, когда вы не сможете больше играть в футбол.

## Карьера в сборной
Йорк сыграл 72 официальных матча за сборную Тринидада и Тобаго, забив 19 голов. Всего он сыграл более 100 матчей за сборную, но некоторые из них не были признаны официальными. Вместе со своим другом Расселом Лэтэпи, Йорк был членом «Ударного Отряда» 1989 года, национальной сборной, которая едва не квалифицировалась на чемпионат мира по футболу 1990. Он ушёл из международного футбола в 2001 году после ссоры с тренером сборной, однако вернулся в команду на отбор к чемпионату мира 2006, по итогам которого команда впервые в своей истории вышла в финальную стадию мундиаля, победив в плей-офф Бахрейн с суммарным счётом 2:1.
Йорк был капитаном во всех матчах Тринидада и Тобаго на ЧМ-2006 и стал лучшим игроком матча против Швеции, который закончился безголевой ничьей, хотя в этом есть и заслуга его близкого друга, вратаря «Вест Хэм Юнайтед» Шаки Хислопа, который неоднократно спасал свою команду от пропущенного мяча. Йорк был одним из шести игроков сборной Тринидада (другие: Брент Санчо, Деннис Лоуренс, Крис Берчелл, Карлос Эдвардс и Стерн Джон), сыгравших все матчи группы в полном объёме. Йорк стал лучшим опорным полузащитником на первых этапах мундиаля.
Йорк объявил о своём уходе из международного футбола в марте 2007 года, чтобы сосредоточиться на своей клубной карьере в «Сандерленде». Он стал капитаном сборной в Германии и был им вплоть до своего ухода из команды. Тем не менее, он сыграл ещё один товарищеский матч против Англии в июне 2008 года, так как получил личное приглашение от вице-президента ФИФА Джека Уорнера. 10 июля 2008 года Федерация футбола Тринидада и Тобаго объявила о возвращении Йорка в сборную на квалификацию к чемпионату мира 2010.
15 октября 2008 года он забил свой первый гол после возвращения в сборную в матче против Соединённых Штатов на квалификации к мундиалю. Игра закончилась со счётом 2:1 в пользу команды Йорка. Его гол на 79-й минуте помог Тринидаду и Тобаго перейти к следующему отборочному этапу, требовалась лишь ничья в матче с Кубой. 11 февраля 2009 года Йорк реализовал пенальти на 26-й минуте встречи, но был удалён на последних секундах матча-открытия квалификации чемпионата мира против Сальвадора (счёт 2:2) после словесной перепалки с мексиканским судьёй Марко Родригесом и, следовательно, был дисквалифицирован на четыре игры в связи с использованием ненормативной лексики. Срок дисквалификации впоследствии был сокращён до двух матчей.

### Матчи за сборную
| Матчи и голы Дуайта Йорка за сборную Тринидада и Тобаго | Матчи и голы Дуайта Йорка за сборную Тринидада и Тобаго | Матчи и голы Дуайта Йорка за сборную Тринидада и Тобаго | Матчи и голы Дуайта Йорка за сборную Тринидада и Тобаго | Матчи и голы Дуайта Йорка за сборную Тринидада и Тобаго | Матчи и голы Дуайта Йорка за сборную Тринидада и Тобаго | Матчи и голы Дуайта Йорка за сборную Тринидада и Тобаго |
| ------------------------------------------------------- | ------------------------------------------------------- | ------------------------------------------------------- | ------------------------------------------------------- | ------------------------------------------------------- | ------------------------------------------------------- | ------------------------------------------------------- |
| №                                                       | Дата                                                    | Место проведения                                        | Соперник                                                | Счёт                                                    | Голы Йорка                                              | Соревнование                                            |
| 1                                                       | 19 марта 1989                                           | Порт-оф-Спейн                                           | Парагвай                                                | 2:2                                                     | -                                                       | Товарищеский матч                                       |
| 2                                                       | 14 апреля 1989                                          | Арима                                                   | Бермуды                                                 | 0:1                                                     | -                                                       | Товарищеский матч                                       |
| 3                                                       | 13 мая 1989                                             | Торранс                                                 | США                                                     | 1:1                                                     | -                                                       | Отборочные матчи ЧМ-1990                                |
| 4                                                       | 11 июня 1989                                            | Сан-Хосе                                                | Коста-Рика                                              | 0:1                                                     | -                                                       | Отборочные матчи ЧМ-1990                                |
| 5                                                       | 9 июля 1989                                             | Бриджтаун                                               | Гренада                                                 | 2:1                                                     | 2                                                       | Карибский кубок 1989                                    |
| 6                                                       | 30 июля 1989                                            | Порт-оф-Спейн                                           | Сальвадор                                               | 2:0                                                     | -                                                       | Отборочные матчи ЧМ-1990                                |
| 7                                                       | 13 августа 1989                                         | Сан-Сальвадор                                           | Сальвадор                                               | 0:0                                                     | -                                                       | Отборочные матчи ЧМ-1990                                |
| 8                                                       | 3 сентября 1989                                         | Порт-оф-Спейн                                           | Гватемала                                               | 2:1                                                     | -                                                       | Отборочные матчи ЧМ-1990                                |
| 9                                                       | 22 октября 1989                                         | Порт-оф-Спейн                                           | Финляндия                                               | 0:1                                                     | -                                                       | Товарищеский матч                                       |
| 10                                                      | 19 ноября 1989                                          | Порт-оф-Спейн                                           | США                                                     | 0:1                                                     | -                                                       | Отборочные матчи ЧМ-1990                                |
| 11                                                      | 19 апреля 1992                                          | Бриджтаун                                               | Барбадос                                                | 2:1                                                     | -                                                       | Отборочные матчи ЧМ-1994                                |
| 12                                                      | 31 мая 1992                                             | Порт-оф-Спейн                                           | Барбадос                                                | 3:0                                                     | -                                                       | Отборочные матчи ЧМ-1994                                |
| 13                                                      | 27 июня 1992                                            | Порт-оф-Спейн                                           | Ямайка                                                  | 3:1                                                     | -                                                       | Карибский кубок 1993                                    |
| 14                                                      | 5 июля 1992                                             | Порт-оф-Спейн                                           | Ямайка                                                  | 1:2                                                     | -                                                       | Отборочные матчи ЧМ-1994                                |
| 15                                                      | 16 августа 1992                                         | Кингстон                                                | Ямайка                                                  | 1:1                                                     | -                                                       | Финальные матчи ЧМ-1994                                 |
| 16                                                      | 21 мая 1993                                             | Монтего-Бей                                             | Сент-Винсент и Гренадины                                | 4:1                                                     | 1                                                       | Карибский кубок 1993                                    |
| 17                                                      | 19 ноября 1994                                          | Порт-оф-Спейн                                           | США                                                     | 1:0                                                     | -                                                       | Товарищеский матч                                       |
| 18                                                      | 13 января 1996                                          | Анахайм                                                 | США                                                     | 2:3                                                     | -                                                       | Золотой кубок КОНКАКАФ 1996                             |
| 19                                                      | 23 июня 1996                                            | Порт-оф-Спейн                                           | Доминиканская Республика                                | 8:0                                                     | 1                                                       | Отборочные матчи ЧМ-1998                                |
| 20                                                      | 6 октября 1996                                          | Порт-оф-Спейн                                           | Гватемала                                               | 1:1                                                     | -                                                       | Отборочные матчи ЧМ-1998                                |
| 21                                                      | 10 ноября 1996                                          | Ричмонд                                                 | США                                                     | 0:2                                                     | -                                                       | Отборочные матчи ЧМ-1998                                |
| 22                                                      | 24 ноября 1996                                          | Порт-оф-Спейн                                           | США                                                     | 0:1                                                     | -                                                       | Отборочные матчи ЧМ-1998                                |
| 23                                                      | 28 марта 1999                                           | Порт-оф-Спейн                                           | Ямайка                                                  | 2:0                                                     | -                                                       | Товарищеский матч                                       |
| 24                                                      | 13 февраля 2000                                         | Сан-Диего                                               | Мексика                                                 | 0:4                                                     | -                                                       | Золотой кубок КОНКАКАФ 2000                             |
| 25                                                      | 15 февраля 2000                                         | Лос-Анджелес                                            | Гватемала                                               | 4:2                                                     | 1                                                       | Золотой кубок КОНКАКАФ 2000                             |
| 26                                                      | 7 мая 2000                                              | Порт-оф-Спейн                                           | Гаити                                                   | 3:1                                                     | 1                                                       | Отборочные матчи ЧМ-2002                                |
| 27                                                      | 19 мая 2000                                             | Порт-о-Пренс                                            | Гаити                                                   | 1:1                                                     | 1                                                       | Отборочные матчи ЧМ-2002                                |
| 28                                                      | 8 июля 2000                                             | Порт-оф-Спейн                                           | Ямайка                                                  | 2:4                                                     | 2                                                       | Товарищеский матч                                       |
| 29                                                      | 16 июля 2000                                            | Эдмонтон                                                | Канада                                                  | 2:0                                                     | 1                                                       | Отборочные матчи ЧМ-2002                                |
| 30                                                      | 23 июля 2000                                            | Порт-оф-Спейн                                           | Мексика                                                 | 1:0                                                     | -                                                       | Отборочные матчи ЧМ-2002                                |
| 31                                                      | 16 августа 2000                                         | Порт-оф-Спейн                                           | Панама                                                  | 6:0                                                     | 2                                                       | Отборочные матчи ЧМ-2002                                |
| 32                                                      | 3 сентября 2000                                         | Порт-оф-Спейн                                           | Канада                                                  | 4:0                                                     | -                                                       | Отборочные матчи ЧМ-2002                                |
| 33                                                      | 28 февраля 2001                                         | Кингстон                                                | Ямайка                                                  | 0:1                                                     | -                                                       | Отборочные матчи ЧМ-2002                                |
| 34                                                      | 24 марта 2001                                           | Порт-оф-Спейн                                           | Гватемала                                               | 3:1                                                     | -                                                       | Товарищеский матч                                       |
| 35                                                      | 28 марта 2001                                           | Сан-Хосе                                                | Коста-Рика                                              | 0:3                                                     | -                                                       | Отборочные матчи ЧМ-2002                                |
| 36                                                      | 25 апреля 2001                                          | Порт-оф-Спейн                                           | Мексика                                                 | 1:1                                                     | -                                                       | Отборочные матчи ЧМ-2002                                |
| 37                                                      | 16 июня 2001                                            | Порт-оф-Спейн                                           | Гондурас                                                | 2:4                                                     | -                                                       | Отборочные матчи ЧМ-2002                                |
| 38                                                      | 20 июня 2001                                            | Фоксборо                                                | США                                                     | 0:2                                                     | -                                                       | Отборочные матчи ЧМ-2002                                |
| 39                                                      | 23 июня 2001                                            | Гамильтон                                               | Бермуды                                                 | 5:0                                                     | 1                                                       | Товарищеский матч                                       |
| 40                                                      | 6 июня 2004                                             | Бэколет                                                 | Северная Ирландия                                       | 0:3                                                     | -                                                       | Товарищеский матч                                       |
| 41                                                      | 6 февраля 2005                                          | Скарборо                                                | Гаити                                                   | 0:1                                                     | -                                                       | Товарищеский матч                                       |
| 42                                                      | 9 февраля 2005                                          | Порт-оф-Спейн                                           | США                                                     | 1:2                                                     | -                                                       | Отборочные матчи ЧМ-2006                                |
| 43                                                      | 26 марта 2005                                           | Гватемала                                               | Гватемала                                               | 1:5                                                     | -                                                       | Отборочные матчи ЧМ-2006                                |
| 44                                                      | 30 марта 2005                                           | Порт-оф-Спейн                                           | Коста-Рика                                              | 0:0                                                     | -                                                       | Отборочные матчи ЧМ-2006                                |
| 45                                                      | 4 июня 2005                                             | Порт-оф-Спейн                                           | Панама                                                  | 2:0                                                     | -                                                       | Отборочные матчи ЧМ-2006                                |
| 46                                                      | 8 июня 2005                                             | Монтеррей                                               | Мексика                                                 | 0:2                                                     | -                                                       | Отборочные матчи ЧМ-2006                                |
| 47                                                      | 17 августа 2005                                         | Ист-Хартфорд                                            | США                                                     | 0:1                                                     | -                                                       | Отборочные матчи ЧМ-2006                                |
| 48                                                      | 3 сентября 2005                                         | Порт-оф-Спейн                                           | Гватемала                                               | 3:2                                                     | -                                                       | Отборочные матчи ЧМ-2006                                |
| 49                                                      | 7 сентября 2005                                         | Сан-Хосе                                                | Коста-Рика                                              | 0:2                                                     | -                                                       | Отборочные матчи ЧМ-2006                                |
| 50                                                      | 8 октября 2005                                          | Панама                                                  | Панама                                                  | 1:0                                                     | -                                                       | Отборочные матчи ЧМ-2006                                |
| 51                                                      | 12 октября 2005                                         | Порт-оф-Спейн                                           | Мексика                                                 | 2:1                                                     | -                                                       | Отборочные матчи ЧМ-2006                                |
| 52                                                      | 12 ноября 2005                                          | Порт-оф-Спейн                                           | Бахрейн                                                 | 1:1                                                     | -                                                       | Отборочные матчи ЧМ-2006                                |
| 53                                                      | 16 ноября 2005                                          | Манама                                                  | Бахрейн                                                 | 1:0                                                     | -                                                       | Отборочные матчи ЧМ-2006                                |
| 54                                                      | 28 февраля 2006                                         | Лондон                                                  | Исландия                                                | 2:0                                                     | 2                                                       | Товарищеский матч                                       |
| 55                                                      | 10 мая 2006                                             | Порт-оф-Спейн                                           | Перу                                                    | 1:1                                                     | -                                                       | Товарищеский матч                                       |
| 56                                                      | 27 мая 2006                                             | Грац                                                    | Уэльс                                                   | 1:2                                                     | -                                                       | Товарищеский матч                                       |
| 57                                                      | 31 мая 2006                                             | Целе                                                    | Словения                                                | 1:3                                                     | -                                                       | Товарищеский матч                                       |
| 58                                                      | 3 июня 2006                                             | Прага                                                   | Чехия                                                   | 0:3                                                     | -                                                       | Товарищеский матч                                       |
| 59                                                      | 10 июня 2006                                            | Дортмунд                                                | Швеция                                                  | 0:0                                                     | -                                                       | Финальные матчи ЧМ-2006                                 |
| 60                                                      | 15 июня 2006                                            | Нюрнберг                                                | Англия                                                  | 0:2                                                     | -                                                       | Финальные матчи ЧМ-2006                                 |
| 61                                                      | 20 июня 2006                                            | Кайзерслаутерн                                          | Парагвай                                                | 0:2                                                     | -                                                       | Финальные матчи ЧМ-2006                                 |
| 62                                                      | 7 октября 2006                                          | Порт-оф-Спейн                                           | Сент-Винсент и Гренадины                                | 5:0                                                     | 1                                                       | Товарищеский матч                                       |
| 63                                                      | 1 июня 2008                                             | Порт-оф-Спейн                                           | Англия                                                  | 0:3                                                     | -                                                       | Товарищеский матч                                       |
| 64                                                      | 6 сентября 2008                                         | Порт-оф-Спейн                                           | Гватемала                                               | 1:1                                                     | -                                                       | Отборочные матчи ЧМ-2010                                |
| 65                                                      | 8 октября 2008                                          | Порт-оф-Спейн                                           | Доминиканская Республика                                | 9:0                                                     | -                                                       | Товарищеский матч                                       |
| 66                                                      | 11 октября 2008                                         | Гватемала                                               | Гватемала                                               | 0:0                                                     | -                                                       | Отборочные матчи ЧМ-2010                                |
| 67                                                      | 15 октября 2008                                         | Порт-оф-Спейн                                           | США                                                     | 2:1                                                     | 1                                                       | Отборочные матчи ЧМ-2010                                |
| 68                                                      | 19 ноября 2008                                          | Порт-оф-Спейн                                           | Куба                                                    | 3:0                                                     | 1                                                       | Отборочные матчи ЧМ-2010                                |
| 69                                                      | 11 февраля 2009                                         | Сан-Сальвадор                                           | Сальвадор                                               | 2:2                                                     | 1                                                       | Отборочные матчи ЧМ-2010                                |
| 70                                                      | 6 июня 2009                                             | Бэколет                                                 | Коста-Рика                                              | 2:0                                                     | -                                                       | Отборочные матчи ЧМ-2010                                |
| 71                                                      | 10 июня 2009                                            | Мехико                                                  | Мексика                                                 | 1:2                                                     | -                                                       | Отборочные матчи ЧМ-2010                                |
| 72                                                      | 12 августа 2009                                         | Порт-оф-Спейн                                           | Сальвадор                                               | 1:0                                                     | -                                                       | Отборочные матчи ЧМ-2010                                |

Итого: 72 матча / 19 голов; 29 побед, 14 ничьих, 29 поражений

## Стиль игры
Дуайт Йорк отличался хорошими характеристиками нападающего: точным ударом и хорошей скоростью. Навыки игры в команде помогли ему сформировать результативную связку в «Манчестер Юнайтед» с Энди Коулом. Однако на чемпионате мира в Германии Йорк выступал на позиции опорного полузащитника. Несмотря на смену привычного амплуа, Йорк стал лучшим опорником первых матчей мундиаля. В этом ему помогла высокая точность паса и умение начать атаку из глубины поля, которое в сочетании с умелым дриблингом давало положительные результаты.

## Тренерская карьера
В мае 2022 года Йорк возглавил австралийский клуб «Макартур».
1 ноября 2024 года стал главным тренером сборной Тринидада и Тобаго.

## Достижения

### Командные
«Астон Вилла»
- Обладатель Кубка Футбольной лиги (2): 1994, 1996

«Манчестер Юнайтед»
- Чемпион Премьер-лиги (3): 1998/99, 1999/2000, 2000/01
- Обладатель Кубка Англии: 1999
- Победитель Лиги чемпионов УЕФА: 1999
- Обладатель Межконтинентального кубка: 1999

«Сидней»
- Чемпион Австралии: 2006

Сборная Тринидада и Тобаго
- Полуфиналист Кубка КОНКАКАФ: 2000

### Личные
- Игрок месяца английской Премьер-лиги: февраль 1996, январь 1999, март 2000
- Игрок сезона английской Премьер-лиги: 1998/99
- Лучший бомбардир английской Премьер-лиги: 1998/99
- Включён в команду года по версии ПФА: 1998/99
- Лучший бомбардир Лиги чемпионов УЕФА: 1998/99[57]

## Статистика выступлений
| Клуб              | Сезон            | Лига | Лига | Кубки | Кубки | Еврокубки | Еврокубки | Прочие | Прочие | Итого | Итого |
| Клуб              | Сезон            | Игры | Голы | Игры  | Голы  | Игры      | Голы      | Игры   | Голы   | Игры  | Голы  |
| ----------------- | ---------------- | ---- | ---- | ----- | ----- | --------- | --------- | ------ | ------ | ----- | ----- |
| Астон Вилла       | 1989/90          | 2    | 0    | 0     | 0     | 0         | 0         | 0      | 0      | 2     | 0     |
| Астон Вилла       | 1990/91          | 18   | 2    | 3     | 0     | 0         | 0         | 0      | 0      | 21    | 2     |
| Астон Вилла       | 1991/92          | 32   | 11   | 7     | 5     | 0         | 0         | 1      | 1      | 40    | 17    |
| Астон Вилла       | 1992/93          | 27   | 6    | 8     | 1     | 0         | 0         | 0      | 0      | 35    | 7     |
| Астон Вилла       | 1993/94          | 12   | 2    | 2     | 1     | 0         | 0         | 0      | 0      | 14    | 3     |
| Астон Вилла       | 1994/95          | 37   | 6    | 6     | 2     | 0         | 0         | 0      | 0      | 43    | 8     |
| Астон Вилла       | 1995/96          | 35   | 17   | 13    | 8     | 0         | 0         | 0      | 0      | 48    | 25    |
| Астон Вилла       | 1996/97          | 37   | 17   | 4     | 3     | 2         | 0         | 0      | 0      | 43    | 20    |
| Астон Вилла       | 1997/98          | 30   | 12   | 3     | 2     | 7         | 2         | 0      | 0      | 40    | 16    |
| Астон Вилла       | 1998/99          | 1    | 0    | 0     | 0     | 0         | 0         | 0      | 0      | 1     | 0     |
| Астон Вилла       | Итого            | 231  | 73   | 46    | 22    | 9         | 2         | 1      | 1      | 287   | 98    |
| Манчестер Юнайтед | 1998/99          | 32   | 18   | 8     | 3     | 11        | 8         | 0      | 0      | 51    | 29    |
| Манчестер Юнайтед | 1999/00          | 32   | 20   | 0     | 0     | 11        | 2         | 4      | 2      | 47    | 24    |
| Манчестер Юнайтед | 2000/01          | 22   | 9    | 4     | 2     | 11        | 1         | 1      | 0      | 38    | 12    |
| Манчестер Юнайтед | 2001/02          | 10   | 1    | 2     | 0     | 3         | 0         | 1      | 0      | 16    | 1     |
| Манчестер Юнайтед | Итого            | 96   | 48   | 14    | 5     | 36        | 11        | 6      | 2      | 152   | 66    |
| Блэкберн Роверс   | 2002/03          | 33   | 8    | 7     | 5     | 3         | 0         | 0      | 0      | 43    | 13    |
| Блэкберн Роверс   | 2003/04          | 23   | 4    | 2     | 2     | 2         | 0         | 0      | 0      | 27    | 6     |
| Блэкберн Роверс   | 2004/05          | 4    | 0    | 0     | 0     | 0         | 0         | 0      | 0      | 4     | 0     |
| Блэкберн Роверс   | Итого            | 60   | 12   | 9     | 7     | 5         | 0         | 0      | 0      | 74    | 19    |
| Бирмингем Сити    | 2004/05          | 13   | 2    | 3     | 0     | 0         | 0         | 0      | 0      | 16    | 2     |
| Бирмингем Сити    | Итого            | 13   | 2    | 3     | 0     | 0         | 0         | 0      | 0      | 16    | 2     |
| Сидней            | 2005/06          | 21   | 7    | 0     | 0     | -         | -         | 5      | 2      | 26    | 9     |
| Сидней            | 2006/07          | 1    | 0    | 0     | 0     | -         | -         | 0      | 0      | 1     | 0     |
| Сидней            | Итого            | 22   | 7    | 0     | 0     | 0         | 0         | 5      | 2      | 27    | 9     |
| Сандерленд        | 2006/07          | 32   | 5    | 1     | 0     | 0         | 0         | 0      | 0      | 33    | 5     |
| Сандерленд        | 2007/08          | 20   | 1    | 1     | 0     | 0         | 0         | 0      | 0      | 21    | 1     |
| Сандерленд        | 2008/09          | 7    | 0    | 1     | 0     | 0         | 0         | 0      | 0      | 8     | 0     |
| Сандерленд        | Итого            | 59   | 6    | 3     | 0     | 0         | 0         | 0      | 0      | 62    | 6     |
| Всего за карьеру  | Всего за карьеру | 481  | 148  | 75    | 34    | 50        | 13        | 12     | 5      | 618   | 200   |

Примечания:
1. ↑  Кубок Англии, Кубок Футбольной лиги.
2. ↑  Лига чемпионов УЕФА, Кубок УЕФА.
3. ↑  Суперкубок Англии, Межконтинентальный кубок, Клубный чемпионат мира, Кубок полноправных членов, Предсезонный кубок A-Лиги.

## Личная жизнь

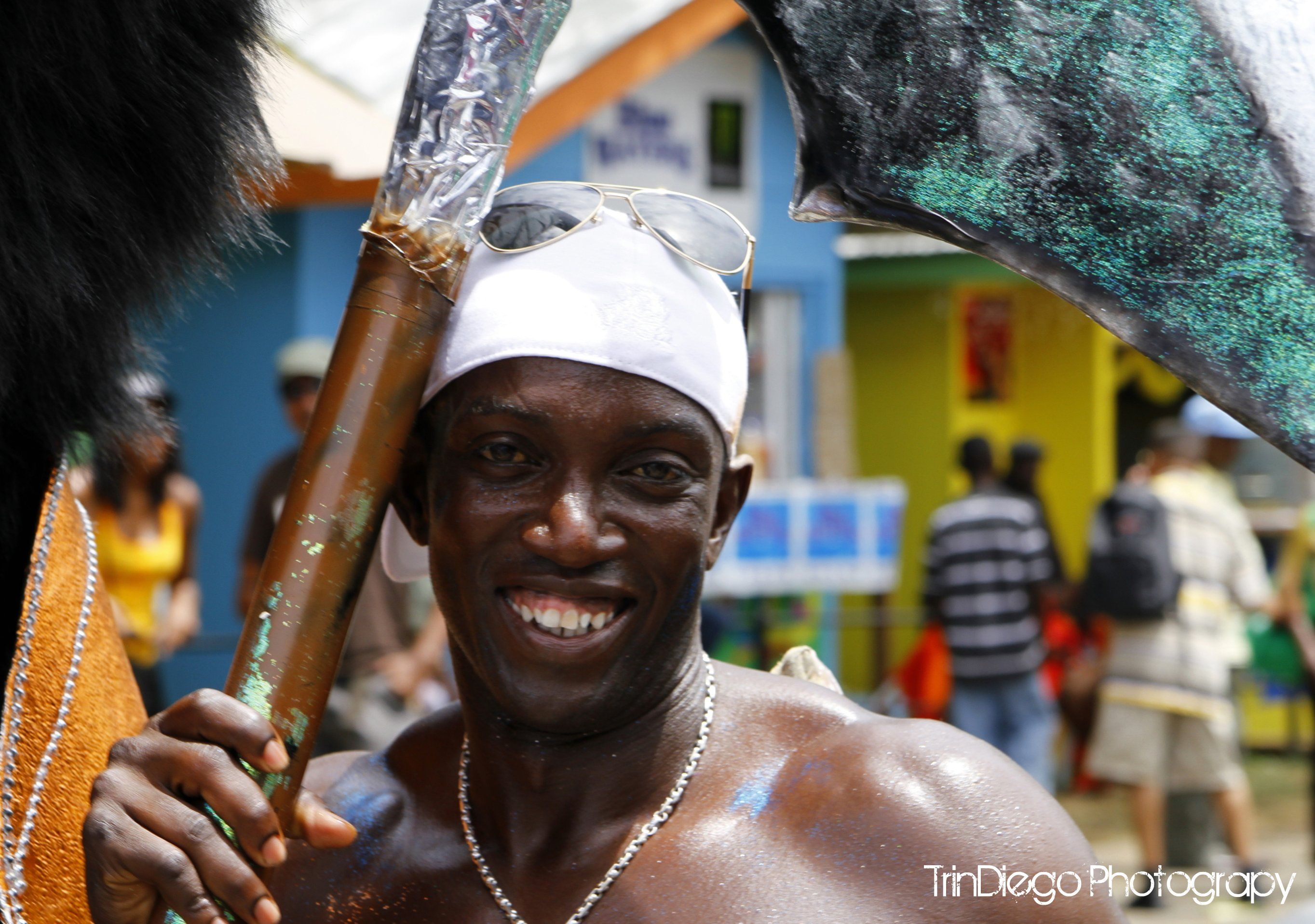
Йорк на карнавале в Порт-оф-Спейн

Йорк приобрёл скандальную известность в британской прессе, за его отношения с женщинами его часто называли ловеласом. Во время игры в «Манчестер Юнайтед» он тайно снимал на видео свои пьяные дебоши, в частности со своим другом, вратарём «Астон Виллы», Марком Босничем и четырьмя девушками из Бирмингема. Йорк встречался с несколькими моделями и имел близкие отношения с британской моделью Кэти Прайс, от неё у Йорка есть сын по имени Харви, он слепой и страдает аутизмом. Йорк оспаривал факт своего отцовства, пока претензии Кэти не были доказаны тестом ДНК. Также у него был четырехмесячный роман с нынешней женой Дэвида Хассельхоффа, Хейли.
В честь Дуайта Йорка в Баколете, Тобаго, в 2001 году был построен стадион для чемпионата мира по футболу среди юниоров. Йорк является любителем крикета. Одним из ближайших друзей Йорка является земляк-крикетист Брайан Лара. На чемпионате мира по крикету 1999 года Йорк подносил напитки для сборной Вест-Индии. Старший брат Дуайта, Клинт Йорк — бывший профессиональный крикетист, он представлял Тринидад и Тобаго на различных чемпионатах по этому виду спорта.
Йорк снялся в эпизоде австралийского шоу «The Biggest Loser», которое транслировалось 28 февраля 2006 года. Эпизод с участием Йорка касался тренеров команд-конкурентов. Марк Рудан, партнёр Йорка по «Сиднею», якобы был тренером одной из команд. За свой вклад в национальную сборную на ЧМ-2006 Йорк был назначен послом спорта в Тринидаде и Тобаго. Он выпустил автобиографию в 2009 году под названием «Born To Score» (рус. Рождённый забивать).
16 февраля 2017 года Йорку отказали во въезде в США на матч звёзд из-за иранской визы в его паспорте.